# Entree
|                                                                   |  |                                                                                    |
| Entree van het Meisjeshuis in Delft, met rijk versierd bovenlicht |  | De monumentale entree van het Petit Palais in Parijs, tegenwoordig een kunstmuseum |

Een entree, ingang of voordeur is de (hoofd)ingang tot een gebouw of terrein.
Deze opening kan worden afgesloten met een deur of poort. Er zijn ook plaatsen waar de ingang op een andere manier wordt afgesloten. Voorbeelden daarvan:
- een parkeerterrein of garage afgesloten met een slagboom
- een metrostation afgesloten met een tourniquet of hek

Entrees worden meestal zo uitgevoerd dat ze een bepaalde uitstraling hebben. Daarmee zeggen ze iets over de bewoners of gebruikers van het pand. Een entree kan deftig uitgevoerd zijn en een uitstraling hebben van luxe en rijkdom, maar ook van een doorsnee woning of van armoede. Verschil in uitstraling wordt bereikt door aard en vorm van de gebruikte materialen voor de entree, maar ook door het meenemen in het ontwerp van de directe omgeving van de ingang. Elke stijlperiode in de bouwkunst gaf de entree een ander aanzien, passend bij de filosofie van de betreffende stijl.